# Полонсько-Кузійський водоспад
Поло́нсько-Кузі́йський — водоспад в Українських Карпатах, у Кузійському заповідному масиві Карпатського біосферного заповідника. Розташований у межах Рахівського району Закарпатської області, на схід від села Луг. 
Водоспад однокаскадний, заввишки 2 м. Утворений у пригирловій частині струмка, який тече південно-західними схилами гори Полонська (1080 м.) і падає зі скельного уступу мармуроподібних вапняків. 
До водоспаду веде маркована стежка, яка починається від контори Кузій-Трибушанського масиву (відстань — 700 м.).

## Світлини

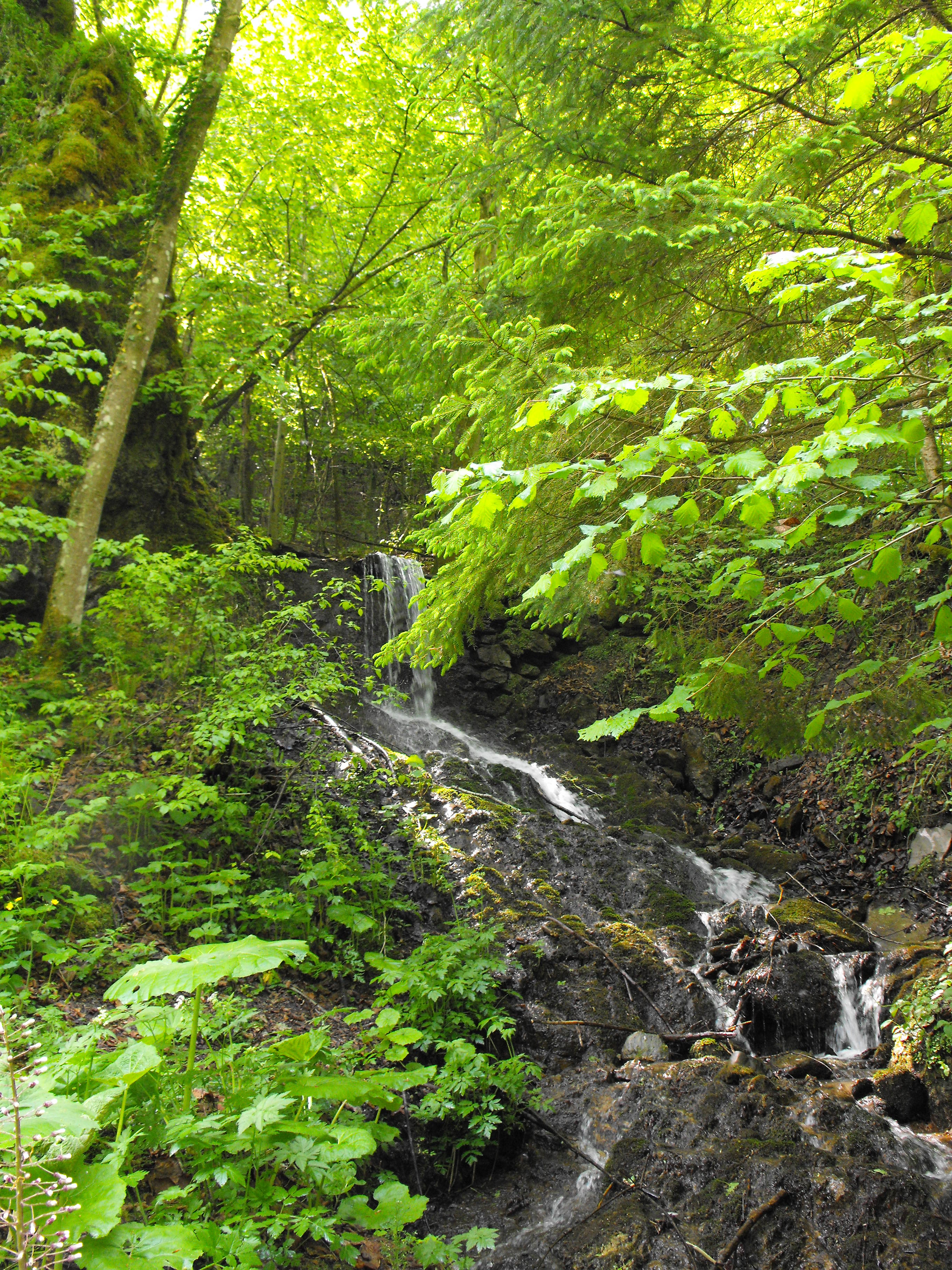
Водоспад влітку
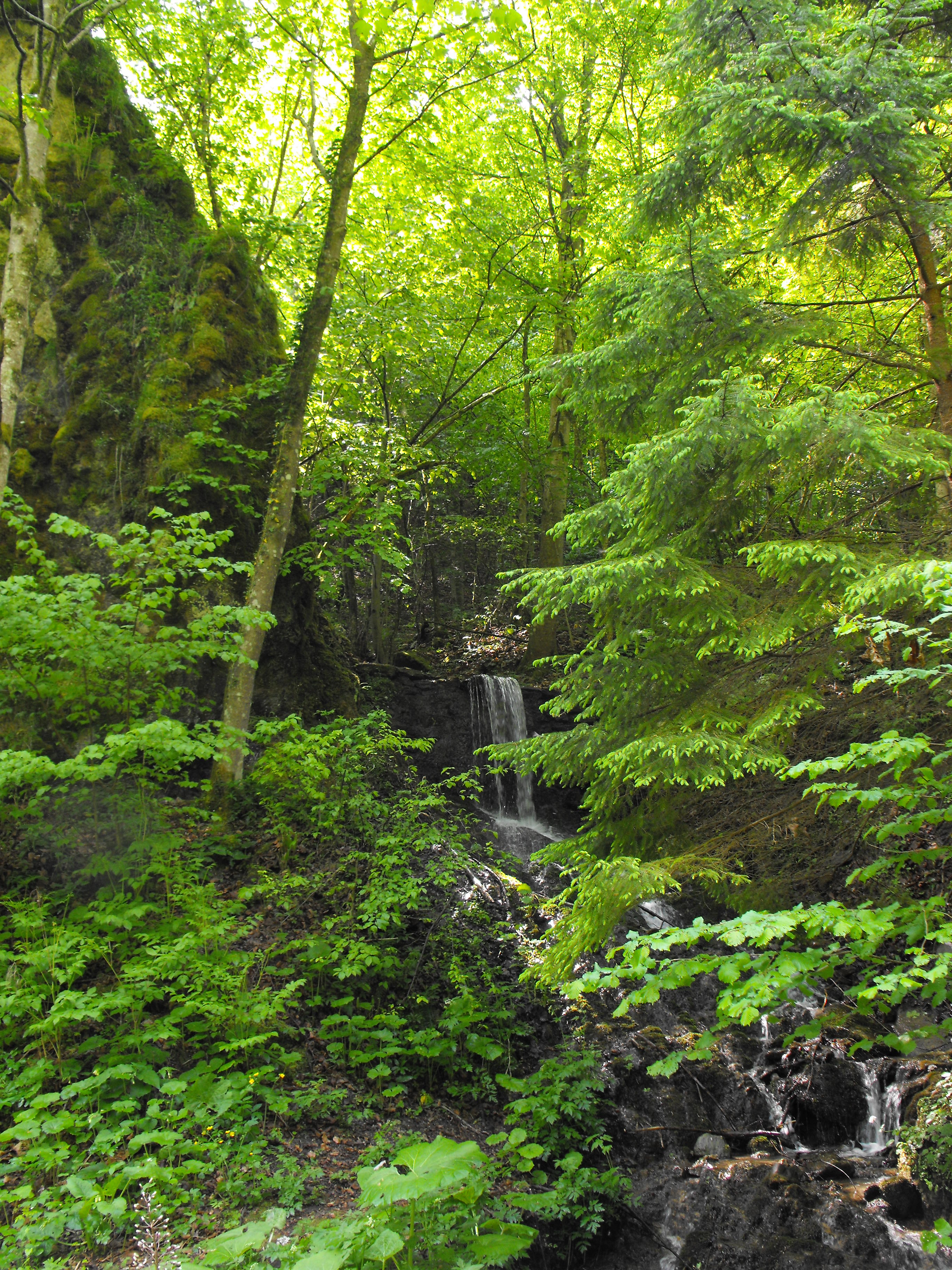
Водоспад здалеку